# کلرید رودیم (III)
کلرید رودیم (III) (به انگلیسی: Rhodium(III) chloride) با فرمول شیمیایی RhCl۳ یک ترکیب شیمیایی با شناسه پاب‌کم ۹۹۲۰۷۴۷ است. که جرم مولی آن ۲۰۹٫۲۶ g/mol می‌باشد. شکل ظاهری این ترکیب، میکروکریستال‌های زرد است.